# Горбенко, Иван Васильевич
Иван Васильевич Горбенко (26 сентября 1901, хутор Подазов, Область Войска Донского — 1 мая 1967, Москва) — советский военачальник, полковник (4.11.1939).

## Начальная биография
Иван Васильевич Горбенко родился 26 сентября 1901 года в хуторе Подазов области Войска Донского.
Работал в депо на железнодорожной станции Дербент и телеграфистом на станциях Каякент, Белиджи и Мамед-Кала в Дагестане.

## Военная служба

### Гражданская война
24 марта 1918 года призван в ряды РККА и направлен в 216-й Красный Бакинский батальон в составе Кавказского фронта, в составе которого принимал участие в боевых действиях против частей под командованием полковника Л. Ф. Бичерахова и английских войск в районе Хачмаса, Дербента и Темир-Хан-Шуры, а ноября того же года — против войск под командованием А. И. Деникина на территории Дагестана.
С апреля 1920 года И. В. Горбенко лечился в госпитале по ранению и болезни (тиф) и по излечении с октября того же года служил старшим телеграфистом и начальником телефонной станции в составе 52-й отдельной телефонной роты (Кавказский фронт) и принимал участие в боевых действиях против воинских формирований под командованием Вараввы и И. Н. Колесникова в районе станиц Морозовская и Вешенская.
С марта 1921 года служил начальником телефонной станции при штабе Отдельной Башкирской бригады войск ВЧК Кавказского фронта и участвовал в боях против Зеленоармейцев в районе Новороссийска, Анапы и Майкопа.

### Межвоенное время
В январе 1922 года назначен старшиной в составе отдельного телеграфно-телефонного батальона Северо-Кавказского военного округа, а в мае — старшиной роты в составе 1-го отдельного эскадрона связи (1-я Конная армия). В сентябре того же года направлен на учёбу в 6-ю Таганрогскую кавалерийскую школу, после окончания которой в сентябре 1924 года назначен на должность помощника начальника связи 43-го кавалерийского полка (3-я Бессарабская кавалерийская дивизия). С июля 1925 года служил в 88-м кавалерийском полку (11-я Гомельская кавалерийская дивизия) на должностях командира взвода связи, командира эскадрона и начальника штаба полка, а с марта 1929 года исполнял должность начальника оперативной части штаба 11-й Гомельской кавалерийской дивизии.
В сентябре 1929 года был направлен на учёбу на курсы усовершенствования старшего комсостава при Разведывательном управлении Штаба РККА, после окончания которых в июне 1930 года направлен в 2-ю кавалерийскую дивизию (Украинский военный округ), где служил помощником начальника 1-й части штаба дивизии, начальником 2-го отделения, начальником 1-й (оперативной) части и начальником штаба дивизии. По окончании кавалерийских курсов усовершенствования командного состава РККА в Новочеркасске в июне 1933 года вернулся во 2-ю кавалерийскую дивизию, в составе которой по июнь 1935 года служил начальником штаба 9-го кавалерийского полка и вновь начальником оперативной части штаба дивизии.
В 1935 году окончил первый курс заочного факультета Военной академии имени М. В. Фрунзе.
В октябре 1937 года майор И. В. Горбенко назначен на должность командира 112-го кавалерийского полка (28-я кавалерийская дивизия, Киевский военный округ), в апреле 1938 года — на должность командира 13-го, а затем 158-го кавалерийских полков в составе 3-й кавалерийской дивизии и затем участвовал в походах в Западную Украину и Бессарабию.
В ноябре 1940 года назначен на должность командира 18-й отдельной моторизованной бригады, а 11 марта 1941 года — на должность командира 240-й моторизованной дивизии в составе 16-го механизированного корпуса (12-я армия, Киевского военного округа).

### Великая Отечественная война
С началом войны находился на прежней должности. 240-я моторизованная дивизия во время приграничного сражения заняла оборонительный рубеж в горных проходах на фронте Коломыя — Черновцы, где затем вела тяжёлые боевые действия бои и в конце июня была отведена в район севернее г. Каменец-Подольский и далее на Пинск и к 12 июля — в район южнее Глуховцы, где включена в состав Бердичевской группы войск комдива А. Д. Соколова, после чего в течение четырёх суток вела наступательные боевые действия по направлению на Бердичев, где 17 июля попала в окружение, из которого вышла 30 июля в районе Германовская слобода (через Фастов), после чего отступала по направлению на Белой Церкви, а полковник И. В. Горбенко направлен в оперативный отдел Юго-Западного фронта и 3 августа зачислен в резерв при фронтовых курсах усовершенствования командного состава.
В октябре назначен на должность помощника начальника по учебно-строевой части Тамбовского Краснознаменного кавалерийского училища имени 1-й конной армии, 15 марта 1942 года — на должность заместителя начальника этого же училища, в августе 1942 года — на должность помощника начальника курсов усовершенствования командного состава кавалерии РККА, а в июне 1943 года — на должность командира учебного офицерского кавалерийского полка при Управлении командующего кавалерией Красной армии.
В августе 1944 года полковник И. В. Горбенко переведён на должность командира 67-й механизированной бригады в составе 8-го механизированного корпуса, после чего участвовал в ходе Млавско-Эльбингской, Восточно-Померанской и Берлинской наступательных операций.

### Послевоенная карьера
После окончания войны находился на прежней должности.
В период с ноября 1945 по октябрь 1946 года учился на академических Курсах усовершенствования офицерского состава при Военной академии бронетанковых и механизированных войск.
Полковник Иван Васильевич Горбенко 19 сентября 1946 года уволен в запас по состоянию здоровья, после чего жил в пгт Ногайск (Запорожская область) и работал в райкоме КП(б) Украины и райисполкоме. С июня 1948 года работал председателем Приморского оргбюро ДОСАРМ, а с июня 1951 года — начальником транспорта и заместителем директора завода «Азовкабель» в г. Осипенко.
Умер 1 мая 1967 года в Москве.

## Награды
- Орден Ленина (21.02.1945);
- Два ордена Красного Знамени (03.11.1944, 02.07.1945);
- Орден Кутузова 2 степени (29.06.1945);
- Орден Отечественной войны 2 степени (25.04.1944);
- Орден Красной Звезды (29.03.1943);
- Медали.